# Escorial
Escorial, Eskurial (hiszp. Real Monasterio de San Lorenzo de El Escorial) – monumentalny architektoniczny zespół pałacowo-klasztorno-biblioteczny w San Lorenzo de El Escorial, 45 kilometrów na północny zachód od Madrytu. Kompleks zbudowano z szarego granitu, w powściągliwym i surowym stylu późnego renesansu.

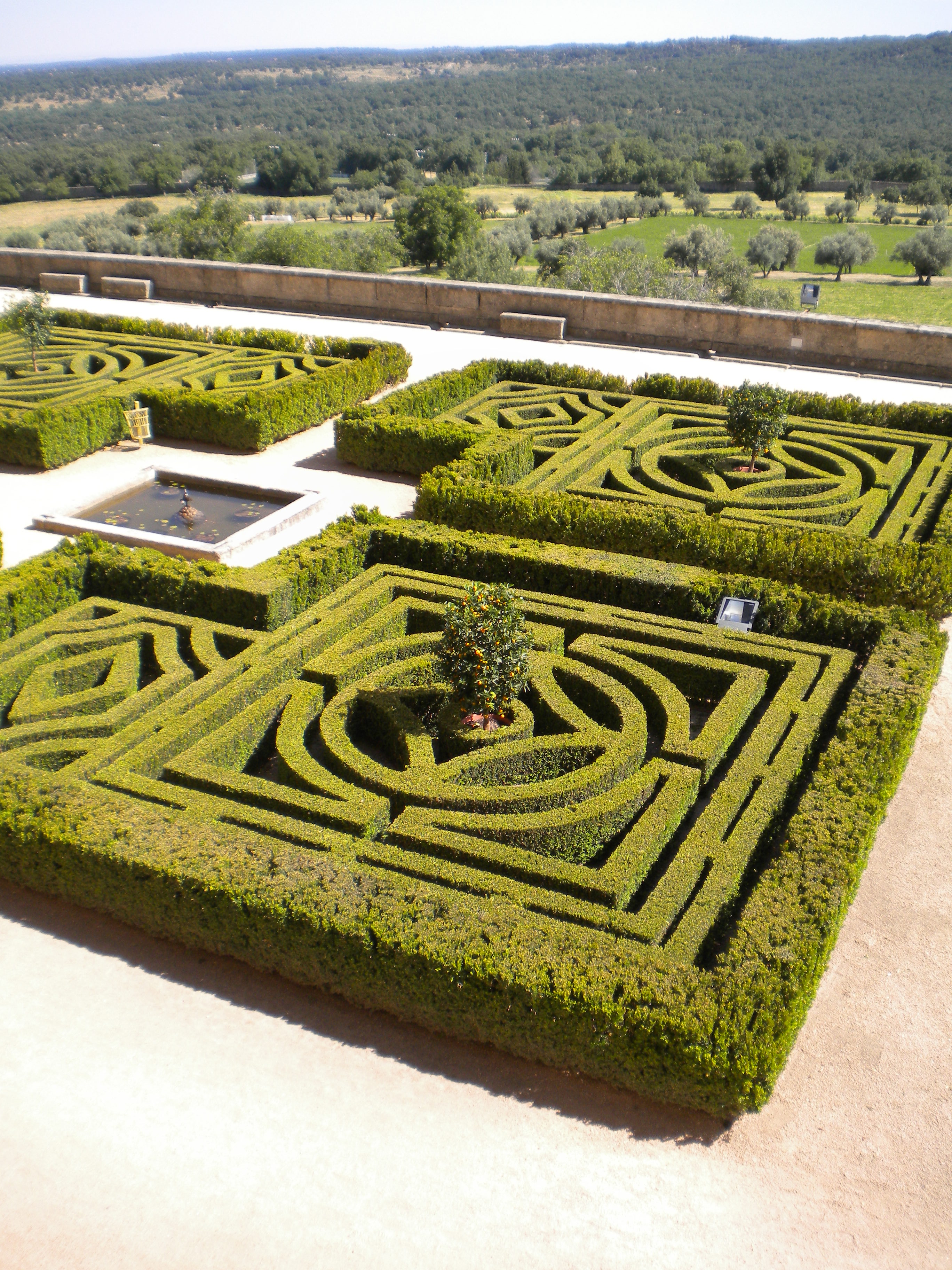
Escorial

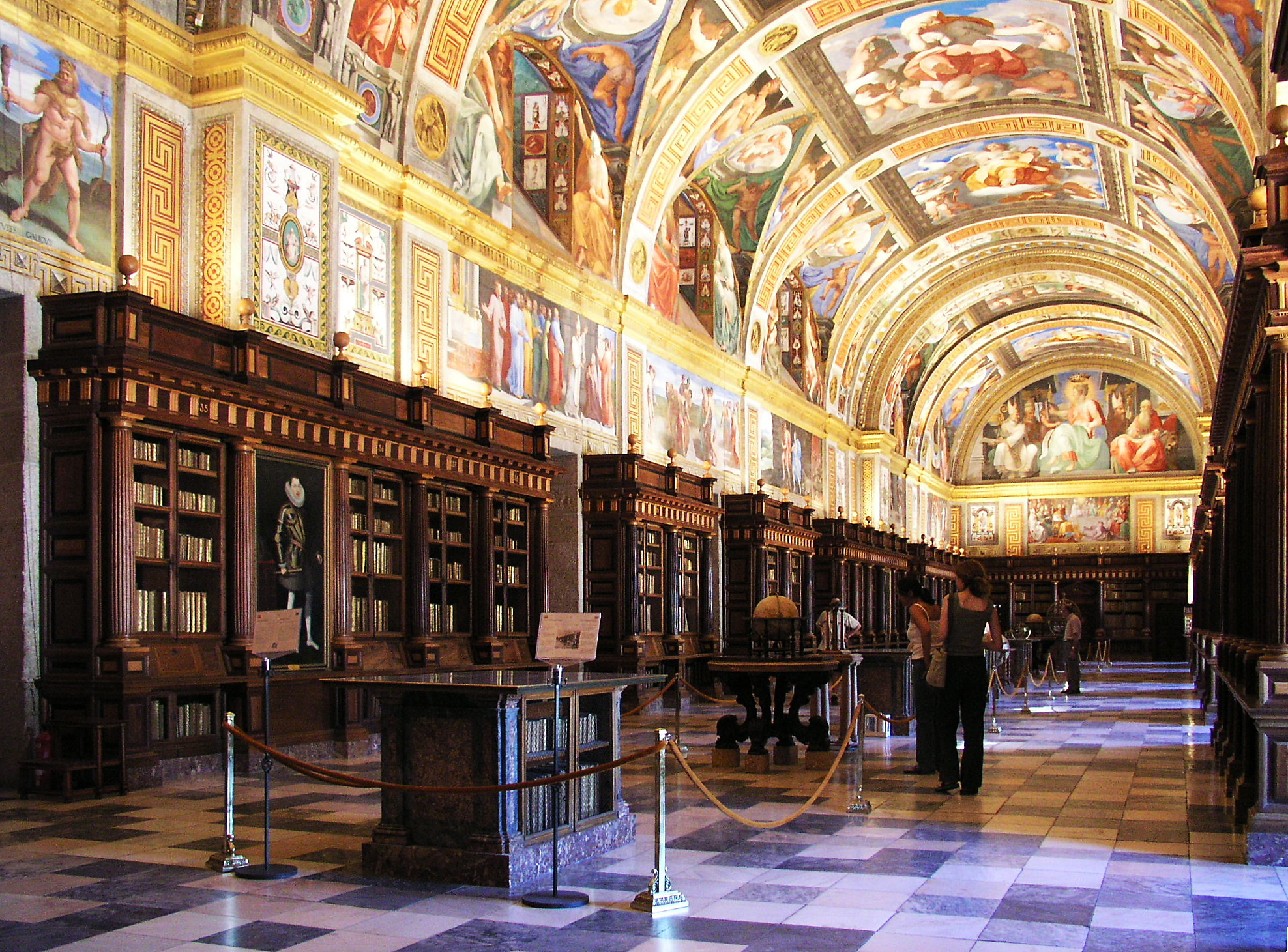
Escorial

## Historia
10 sierpnia 1557 wojska Filipa II Habsburga pokonały Francuzów pod St. Quentin. Traf chciał, że w bitwie zniszczeniu uległ kościółek pw. św. Wawrzyńca, którego święto przypada właśnie 10 sierpnia. Filip II złożył więc przysięgę, że wybuduje Wawrzyńcowi nową świątynię.

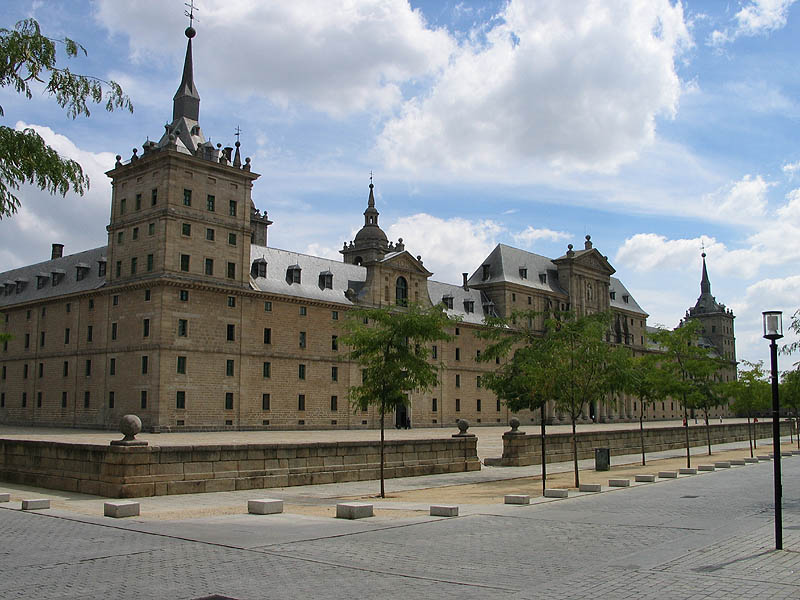
Fasada główna

Kompleks wybudowano u stóp łańcucha górskiego Sierra de Guadarrama jako między innymi nekropolię hiszpańskich monarchów (pochowano tam niemal wszystkich hiszpańskich królów i królowe, którym przyszło panować po wybudowaniu Escorialu, tak z dynastii Habsburgów, jak i Burbonów) i ośrodek badań na rzecz kontrreformacji. Projektowali go kolejno Juan Bautista de Toledo, Giambattista Castello i Juan de Herrera w klasycznym stylu asturiańskim, nadając mu kształt rusztu na pamiątkę męczeńskiej śmierci św. Wawrzyńca na ruszcie. Budowa trwała od 1563 do 1584.
Escorial jest też niezwykle bogatym zbiorem dzieł sztuki takich artystów, jak Tycjan, Tintoretto, El Greco, Velázquez, Rogier van der Weyden, Paolo Veronese, Alonso Cano, Jusepe de Ribera, Claudio Coello i innych. Biblioteka Escorialu zawiera tysiące bezcennych manuskryptów, wśród których są zachowane fragmenty Biblii Prealfonsiny.
Mury zewnętrzne budowli mają wymiary 207 × 153 metry, w środku znajduje się zaś podobno 1250 drzwi, 2500 okien i prawie 100 klatek schodowych, połączonych 16 kilometrami korytarzy. Kompleks wpisano na listę światowego dziedzictwa UNESCO.

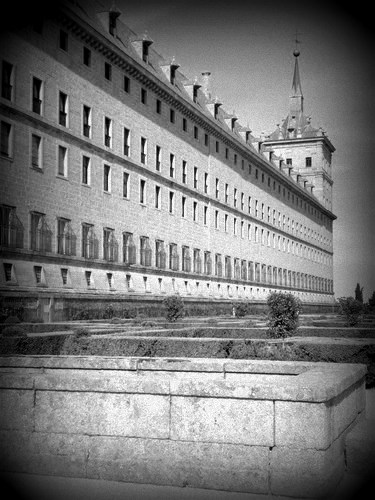
Escorial

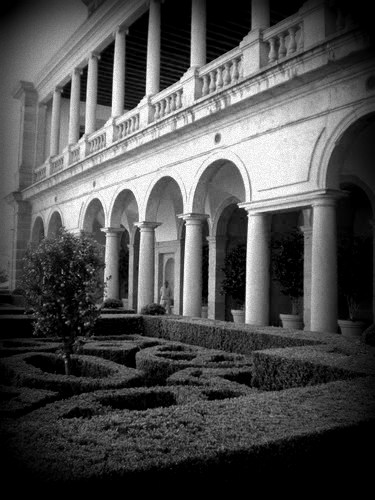
El Escorial

## Bazylika

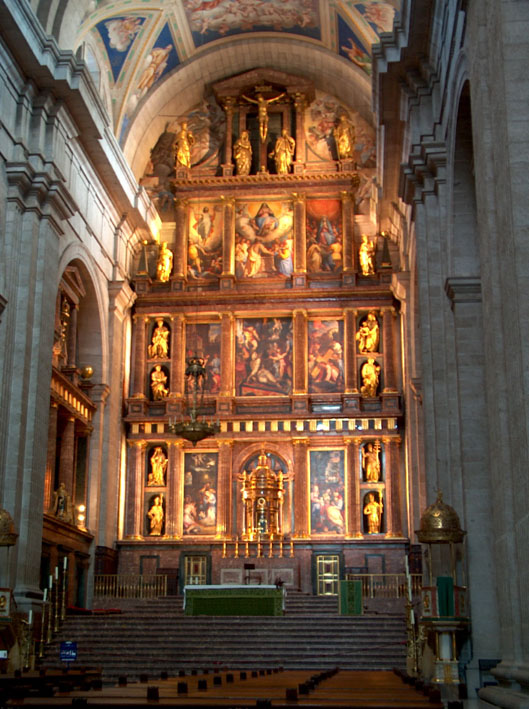
Ołtarz główny z widocznym po lewej grobowcem Karola V

### Oratorios y los Cenotafios Reales
Gdy w 1584 zakończono budowę Escorialu, Filip II postanowił wystawić grobowiec dla siebie i swego ojca. Zadanie to powierzono rzeźbiarzowi mediolańskiemu Leone Leoniemu oraz jego synowi Pompeo Leoniemu, który kontynuował dzieło ojca po jego śmierci.
Stosownie do kontraktu zawartego 3 maja 1597 rzeźby miały być wykonane z białego marmuru i czarnego jaspisu, ostatecznie jednak zmieniono koncepcję na pozłacany brąz. Już w następnym roku po lewej stronie ołtarza bazyliki, nad wejściami do apartamentów królewskich, ustawiono grobowiec Karola V – grupę Karola V tzw. Familia Imperial. Rzeźby odlane z brązu i pozłocone przedstawiają klęczącego cesarza z żoną Izabelą Portugalską, dwiema siostrami – królowymi Eleonorą Francuską i Marią węgierską oraz córką – cesarzową Marią hiszpańską.
W 1600 po przeciwnej stronie ołtarza, nad wejściem do pokoi Filipa II, stanął grobowiec mu poświęcony – grupa Filipa II tzw. Familia Real. Rzeźby przedstawiają rzeczonego króla z żonami: Marią Manuelą portugalską, Elżbietą francuską i Anną Marią Austriaczką oraz synem Donem Carlosem.

### Panteon królów
Składa się z dwudziestu sześciu marmurowych grobowców zawierających szczątki królów i jedynej samodzielnie rządzącej królowej Hiszpanii (Izabeli II Burbon) z dynastii Habsburgów i Burbonów – począwszy od Karola I (oprócz Filipa V i Ferdynanda VI). Grobowce zawierają również szczątki małżonek (i małżonka Izabeli II – Franciszka de Asís Burbona) królewskich, ale tylko tych, które urodziły przyszłych królów Hiszpanii. Obecnie pochowane są 23 osoby.
Ostatnim pochowanym tu królem jest Alfons XIII. Ostatnią królową będzie jego małżonka Wiktoria Eugenia Battenberg. Ale znajdą się tu też ciała ich syna Jana Burbona i synowej Marii de las Mercedes Sycylijskiej, którzy są dziadkami obecnie panującego króla Filipa VI. Zgodnie z tradycją pochówków ich ciała na razie rozkładają się w specjalnym pomieszczeniu obok panteonu – pudridero. W Escorialu są dwa pudridera, jedno przy panteonie królów i jedno przy panteonie książąt. Do tych pomieszczeń mogą wchodzić wyłącznie mnisi z klasztoru. To tam pozostałości zmarłego są umieszczone w niewielkiej ołowianej urnie, która po 50 latach zostanie umieszczona w marmurowym grobowcu panteonu – dopiero gdy ciało znajdujące się w środku ulegnie kompletnemu rozkładowi.

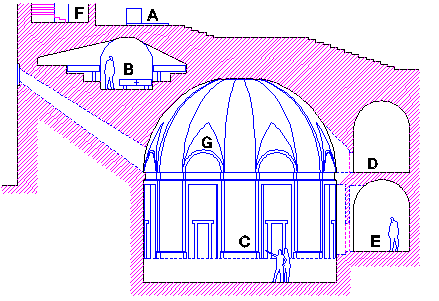
A. Ołtarz bazyliki
B. Niższa zakrystia
C. Kaplica (Panteon królów)
D. Chór (Panteon książąt)
E. Pudridero
F. Tabernakulum (za ołtarzem)
G. Apartamenty Filipa II (po lewej stronie ołtarza, nad kaplicą)

Kiedy w panteonie złożone zostaną ciała Wiktorii Eugenii Battenberg, Jana Burbona i Marii de las Mercedes Sycylijskiej będzie to odstępstwo od tradycji. Hrabiowie Barcelony nigdy nie rządzili Hiszpanią, ponieważ ustanowiono II republikę, a Alfonsa XIII i całą jego rodzinę wygnano. Jednak zostali rodzicami króla. Wiktoria Eugenia Battenberg była żoną króla, ale nie matką (a babką) następnego króla. Niektórzy rojaliści uznają jednak, że Jan był królem de iure. Kiedy Jan i Maria de las Mercedes zostaną pochowani w Panteonie, ich szczątki spoczną w ostatnim wolnym grobowcu. W Panteonie nie będzie już miejsca dla Jana Karola, królowej Zofii, obecnego króla Filipa VI i ich potomków. Jeszcze nie podjęto decyzji, gdzie spoczną kolejni władcy Hiszpanii oraz ich rodziny.
W przeszłości był już jeden wyjątek od reguły pochówków. Królowa Elżbieta Burbon, pierwsza żona Filipa IV Habsburga, została pochowana w Panteonie, mimo że nie pozostawiła przyszłego króla. Stało się tak dlatego, że kiedy zmarła, żył jej syn Baltazar Karol, książę Asturii, ale zmarł 2 lata później na 19 lat przed swoim ojcem królem.

### Panteon książąt
Ukończony został w 1888. Miejsce spoczynku książąt i księżniczek (infantów) oraz królowych, które nie urodziły królów Hiszpanii. Z podłogami i sufitami wyłożonymi białym marmurem. Uwagę zwraca nagrobek księcia Juana de Austria. Obecnie w Panteonie pochowanych jest 99 osób – trzydzieści siedem z dostępnych sześćdziesięciu nisz jest zapełnione. W pudridero spoczywają szczątki Jakuba Burbona (wuja obecnego króla od strony ojca), Alfonsa Sycylijskiego (wuja obecnego króla od strony matki), Ludwika Alfonsa Bawarskiego (syna Marii Teresy Burbon) i Izabeli Alfonsiny Sycylijskiej (młodszej siostry księcia Kalabrii).